# Cismar

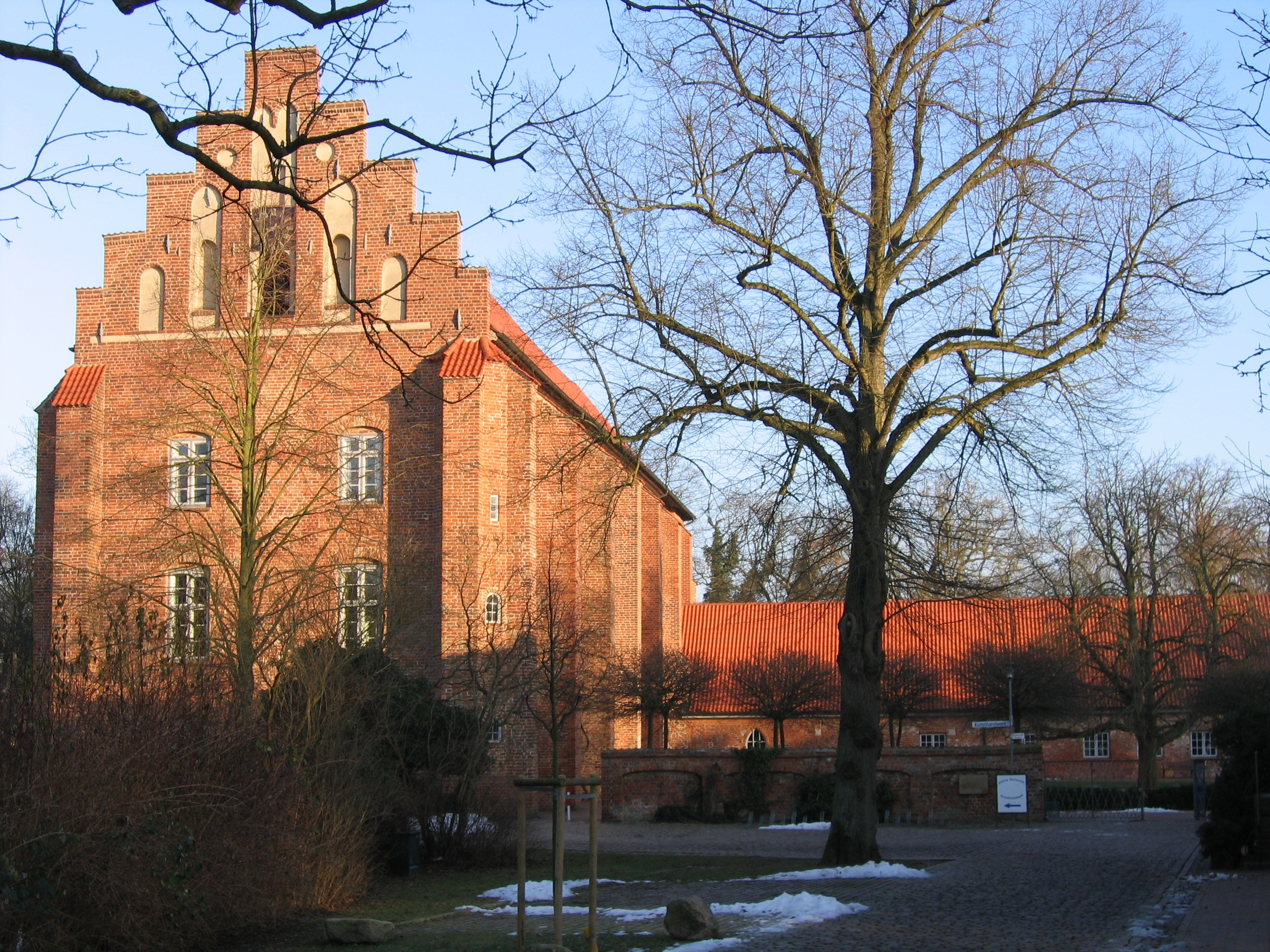
Cismar, Straßenansicht des Klosters

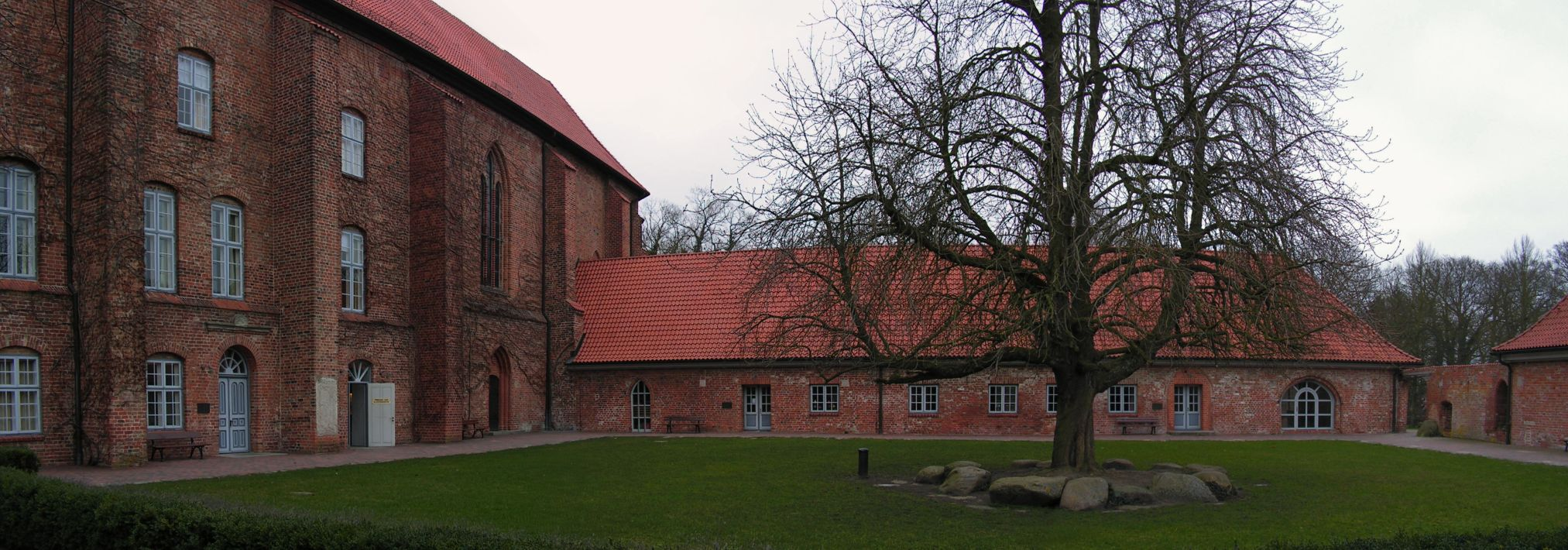
Cismar, Innenhof der Klosteranlage

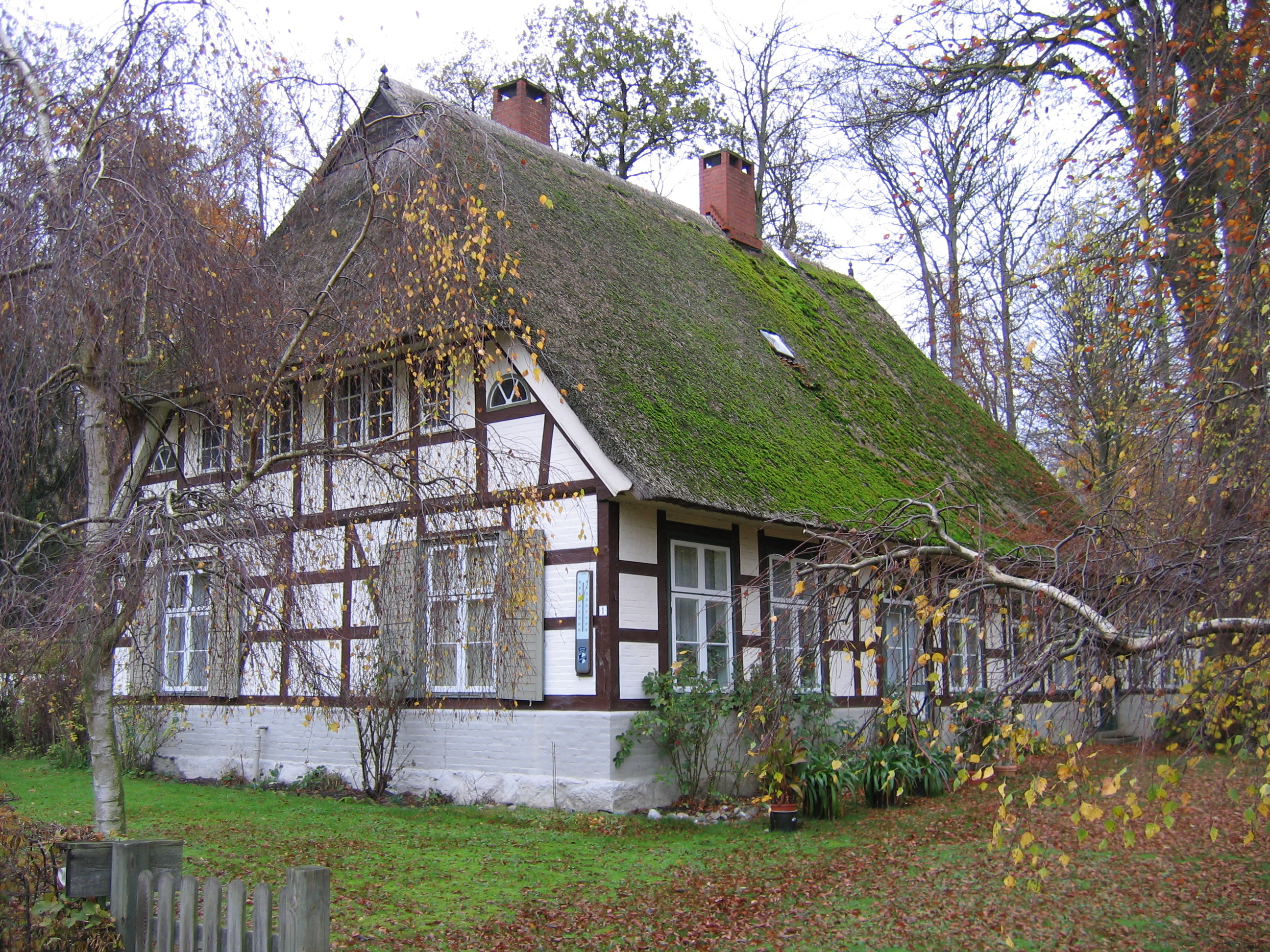
Cismar, Alte Apotheke

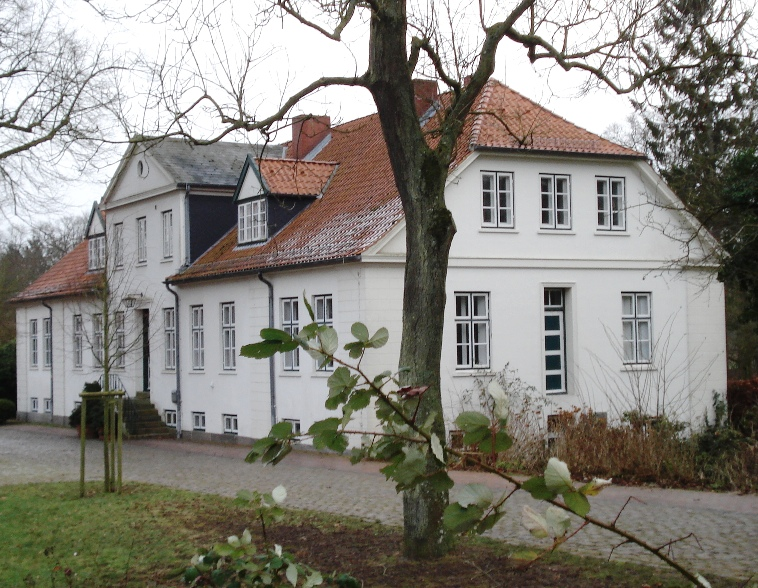
Das „Weiße Haus“ in Cismar

Cismar ist ein Ort mit etwa 800 Einwohnern in der Gemeinde Grömitz im Kreis Ostholstein in Schleswig-Holstein.

## Geschichte
Kern des Ortes ist ein ehemaliges Benediktinerkloster, das Kloster Cismar, das 1245 von Lübeck nach Cismar verlegt wurde. Im Zuge der Säkularisation wurde das Kloster aufgehoben und in den Amtshof des Amtes Cismar umgewandelt.
Von 1865 bis 1921 war Cismar Verwaltungssitz des Kreises Oldenburg in Holstein.
Seit 1999 gehört Kloster Cismar zur Stiftung Schleswig-Holsteinische Landesmuseen Schloss Gottorf. In den Ausstellungsräumen des Klosters finden seitdem Kunstausstellungen von überregionaler Bedeutung statt, im Winter Konzerte des Förderkreises Kloster Cismar e. V. Dieser Verein veranstaltet jährlich an jedem zweiten Wochenende im August das Klosterfest Cismar, einen Kunsthandwerkermarkt.
Das Haus der Natur Cismar zeigt als Naturmuseum die größte Ausstellung von Schnecken und Muscheln in Deutschland.
Im „Weißen Haus“, dem Wohnhaus der Schriftstellerin Doris Runge, werden Lesungen abgehalten.
Cismar ist auch der zentrale Ort bei den Detektiven von Cismar, einer Kinderkrimi-Reihe von Simone Klages.
Seit 1956 erscheint als Dorfchronik eine kleine Zeitung, der Cismarer Bote, in dem dreimal jährlich die Ereignisse im Ort als Brief an den „Buten-Cismaraner“ Hein gesandt werden.
Seit 1988 betreibt Jan Kollwitz, der Urenkel von Käthe Kollwitz, eine Keramik-Werkstatt im Ort. Der Fotograf Jürgen Nagel schuf unter dem Titel Zum Beispiel Cismar. Menschen in einem deutschen Dorf 1989 eine Serie von Fotografien.

## Persönlichkeiten
- Joachim von Ahlefeldt (1650–1701), Amtmann und Landrat von Cismar
- David Reinhold von Sievers (1732–1814), großfürstlicher Landrat von Cismar
- Wilhelm von Kardorff (1792–1827) in dänischen Diensten stehende Kammerjunker und Amtmann von Cismar
- Bernhard Ernst von Bülow (1815–1879), Diplomat
- Helen Iversen (1857–1941), Stillleben-, Blumen- und Interieurmalerin
- Richard Bruhn (1886–1964), Automobilbauer und Unternehmer